# Шолезард
Шолезард (перс. شله‌زرد /ʃoʔleː zærd/) — традиційний іранський десерт з рисового пудингу з шафраном.
Його традиційно подають з нагоди таких свят, як Рамадан. Часто обіцяють приготувати його до виконання бажання, а коли воно збувається, його роздають іншим.

## Інгредієнти
Шолезард готується з рису, звареного на води, і приправляється шафраном, цукром, трояндовою водою, маслом, корицею та кардамоном. Зазвичай його прикрашають корицею, мигдалем, бутонами троянд і фісташками.

## Див також
- Рисовий пудинг
- Зарда
- Зерде